# 210. peruť (Izrael)
210. peruť (hebrejsky טייסת 210‎) Izraelského vojenského letectva je peruť bezpilotních letounů vybavená stroji IAI Ejtan dislokovaná na základně Tel Nof. 
Peruť zde byla oficiálně založena 20. prosince 2010, a v únoru 2011 přejala své první stroje.:s.200
Jejím prvním velitelem byl podplukovník „A.“, jehož později vystřídal plukovník „S.“
210. peruť je první izraelskou jednotkou bezpilotních strojů která operuje odjinud než z tradiční kmenové základny Izraelského letectva pro bezpilotní letouny Palmachim. Letiště Tel Nof disponuje delší ranvejí a rozvinutější infrastrukturou, která je potřebná pro provoz strojů Ejtan, jejichž prázdná hmotnost dosahuje okolo dvou tun,:s.64 a jejich umístění zde také přispěje k prohloubení integrace operací bezpilotních strojů do standardních operačních postupů Izraelského vojenského letectva.:s.200 Letouny perutě nesou světle šedé zbarvení s emblémem bílého orla na černém pozadí na jejich svislých ocasních plochách.:s.243
29. ledna 2012 jeden ze strojů peruti havaroval krátce po vzletu z letiště Tel Nof nedaleko kibucu Chafec Chajim, a utrpěl poškození odhadem ve výši několika milionů dolarů. Flotila Ejtanů izraelského letectva byla následně na několik měsíců uzemněna, dokud nebyly příčiny nehody vyšetřeny dvěma nezávislými týmy, jedním zřízeným Izraelským letectvem a druhým společností Israel Aircraft Industries (IAI). Jako její důvod byla určena porucha navigačního komponentu, experimentálně namontovaného na jednom z křídel, které se během zkušebního letu zlomilo. Po dalších zkouškách prováděných IAI, letectvo od 6. září 2012 obnovilo letový provoz typu Ejtan. O dva měsíce později se peruť podílela na operaci Lité olovo.
210. peruť a její stroje Ejtan byly také zmíněny v souvislosti s možností izraelského úderu proti íránskému jadernému programu, jelikož dostup, dolet a nosnost typu Ejtan jej činí mimořádně vhodným pro dálkové výzvědné a zpravodajské lety. Typ je také spojován s údajnými izraelskými vzdušnými útoky proti íránským zásilkám zbraní do Súdánu v roce 2009.